# Varens (fossiel)

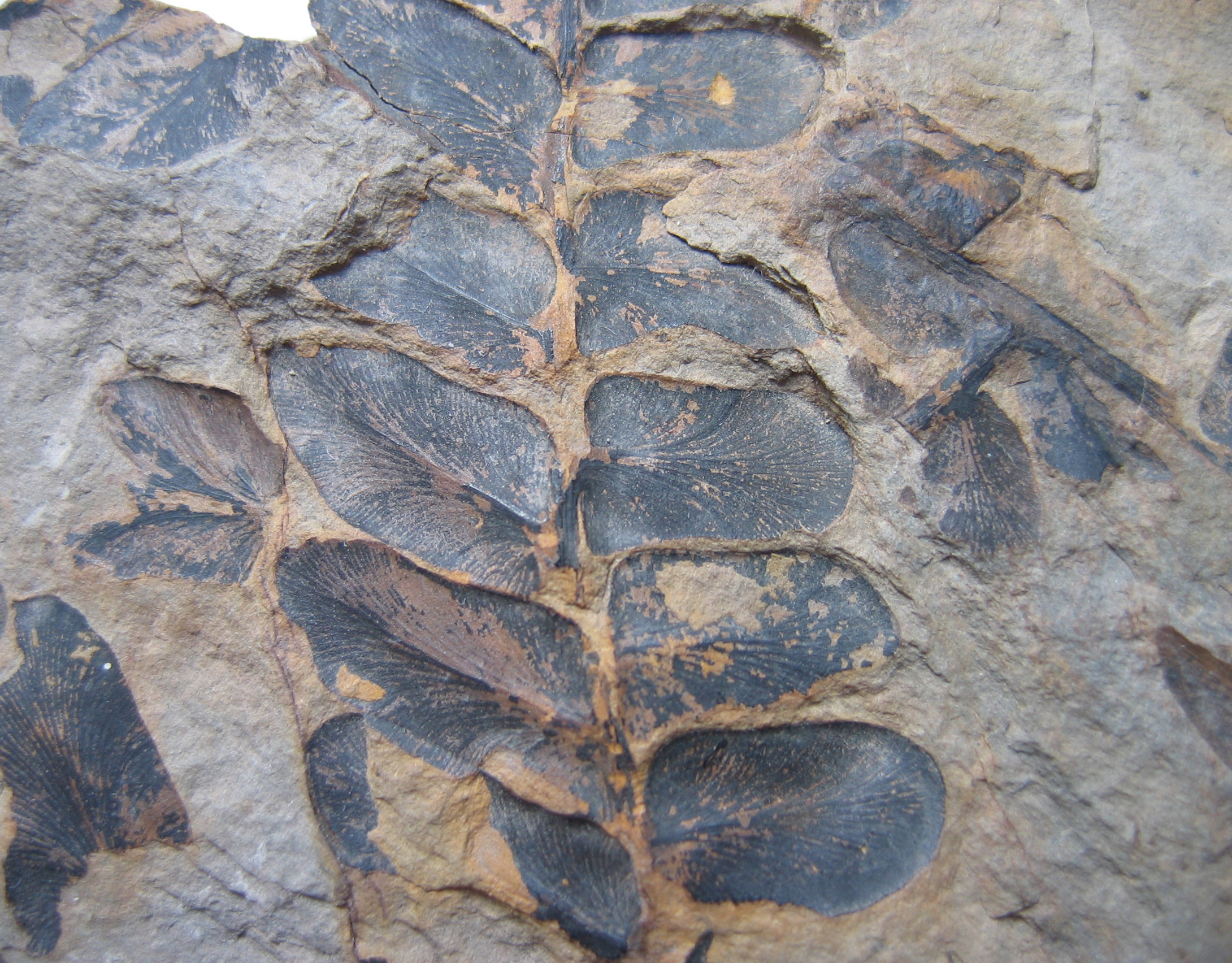
Fossiel van Pecopteris arborescens

De varens zijn een groep vaatplanten, die geen zaadknoppen hebben (waaruit de zaden worden gevormd) en daarom niet tot de zaadplanten behoren. Alle varens hebben wortels, een stam en bladen, en ze reproduceren zich door middel van sporen, het worden dan ook sporenplanten genoemd. De meeste soorten hebben een wortelstok, een kruipend stuk stengel onder de grond. Een aantal groepen varens vormen met de stengels een schijnstam en vormen dan een 'boomachtig' uiterlijk: boomvarens.
Er zijn duizenden verschillende soorten varens die verspreid over de hele wereld voorkomen. In het bijzonder zijn ze overvloedig in de tropische of gematigde regenwouden, omdat hier een van de belangrijkste vereisten aan de leefomgeving van de varen – vocht – is gegarandeerd.
Varens vormen niet, of waarschijnlijk niet, een natuurlijke groep. Het is aannemelijk dat qua afstamming de paardenstaarten binnen de bredere groep der varens vallen. Het woord "varen" heeft dan ook betrekking op een plant met een bepaalde verschijningsvorm, niet op een lid van een natuurlijke groep.
De varens zijn al een zeer oude groep waarvan fossielen bekend zijn uit het midden van het Devoon, in het Carboon was de groep zeer vormen en talrijk, hoewel de meeste van deze soorten in het Perm zijn uitgestorven is de groep altijd nadrukkelijk aanwezig geweest.
Hoewel het erg moeilijk is om zaadvarens (Pteridospermales) van "echte" varens te onderscheiden, is naar aanleiding van fossiele vondsten waarbij hetzij de sporen (bij varens) hetzij de zaadknoppen of zaden (bij zaadvarens) zijn aangetroffen is van de volgende groepen met zekerheid vastgesteld dat het echte varens betreft.

## Eusphenopteris
- E. foliolata (Stur, 2020)
- E. neuropteroides (Boulay, 1976)
- E. nummularia (Gutbier, 1835)
- E. obtusiloba (Brongniart, 1829)
- E. sauveurii (Crepin, 1880)
- E. schumanni (Stur, 18885)
- E. trifoliata (Artis, 1825)

## Pecopteris
- P. acuta (Brongniart, 1828)
- P. affinis (Sternberg, 1825)
- P. ambigua (Presl, 1838)
- P. arborescens (Sternberg, 1825)
- P. aspera (Brongniart, 1828)
- P. aspidioides (Sternberg, 1825)
- P. biotii (Brongniart, 1835)
- P. boutonneti (Zeiller, 1888)
- P. bredovii (Germar, 1845)
- P. bucklandi (Brongniart, 1828)
- P. candolleana (Brongniart, 1828)
- P. cistii (Brongniart, 1834)
- P. cyathea (Schlotheim, 1804)
- P. densifolia (Goeppert, 1864)
- P. dentata (Brongniart (1828)
- P. emarginata (Goeppert, 1826)
- P. feminaeformis (Schlotheim, 1804)
- P. hemitelioides (Brongniart, 1833)
- P. imbricata (Goeppert, 1845)
- P. integra (Andrea, 1849)

- P. lepidorachis (Brongniart, 1834)
- P. longifolia (Brongniart,1828)
- P. miltonii (Artis, 1825)
- P. monyi (Zeiller, 1888)
- P. nervosa (Brongniart, 1828)
- P. neuropteroides (Boulay, 1876)
- P. oreopteridae (Sternberg, 1825)
- P. orientalis, (Schenk, 1883)
- P. paleacea (Zeiller, 1888)
- P. pennaeformis (Brongniart, 1828)
- P. platoni (Grand'Eury, 1885)
- P. pluckenetii (Sternberg, 1825)
- P. plumosa (Artis, 1825)
- P. polymorpha (Brongniart, 1828)
- P. pseudobucklandi (Andrae, 1853)
- P. pseudoreopteridia (Potonié, 1893)
- P. pseudovestita (White, 1899)
- P. saraepontana (Stur, 1885)
- P. schwerini (Stur, 1883)

## Sphenopteris
- S. adiantoides (Lindley & Hutton, 1834)
- S. alata (Brongniart, 1829)
- S. amoena (Stur, 1885)
- S. andraenae (Von Roehl, 1868)
- S. artemissiaefolioides (Crépin, 1881)
- S. bermudensiformis (Schlotheim, 1804)
- S. biturica (Zeiller, 1888)
- S. burgkensis (Sterzel, 1893)
- S. castelli (Zeiller, 1888)
- S. cantiana (Kidston, 1923)
- S. castelli (Zeiller, 1888)
- S. chaerophylloides (Brongniart, 1835)
- S. coemansii (Andrae, 1876)
- S. coralloides (Gutbier, 1835)
- S. corifolia (Kidston, 1923)
- S. cristata (Brongniart, 1828)
- S. damesi (Stur, 1883)
- S. decheni, (Weiss, 1869)
- S. delavalli (1886)
- S. delicatula (Sternberg, 1823)
- S. dicksonioides (Goeppert, 1836)
- S. dilatata (Lesquereux, 1860)
- S. dimorpha (Lesquereux, 1880)
- S. dissecta, (Brongniart, 1828)
- S. divaricata (Goeppert, 1836)
- S. dixonii (Kidston, 1917)
- S. douvillei (Zeiller, 1886)
- S. dubuissoni (Brongniart, 1828)
- S. dumontii (Renier, 1907)
- S. elegans (Brongniart, 1822)
- S. fayoli (Zeiller, 1888)
- S. formosa (Gutbier, 1835)

- S. fossorum (Zeiller, 1888)
- S. furcata (Brongniart, 1828)
- S. gersdorfii (Goepert, 1836)
- S. goldenbergii (Andrae, 1865)
- S. goniopteroides (Lesquereux, 1879)
- S. gracilis (Brongniart, 1828)
- S. grandifolia (Gothan, 1941)
- S. hansae (Gothan, 1941)
- S. hoeninghausi (Brongniart, 1828)
- S. kidstonii (Zeiller, 1888)
- S. lanceolata (Gutbier, 1835)
- S. larischii (Stur, 1877)
- S. laurentii (Andrae, 1865)
- S. lenis (Zeiller, 1888)
- S. lobifolia (Morris, 1845)
- S. macilenta (Lindley & Hutton, 1835)
- S. marattii (Kidston, 1888)
- S. matheti (Zeiller, 1888)
- S. minutisecta (Fontaine & White, 1880)
- S. obtusiloba (Brongniart, 1829)
- S. polyphylla (Lindley & Hutton, 1835)
- S. rutaefolia (Gutbier, 1835)
- S. sauveurii (Crépin, 1880)
- S. schatzlarensis (Stur, 1885)
- S. schillingsi (Andrae, 1865)
- S. schimperi (Goeppert, 1852)
- S. schwerini (Stur, 1885)
- S. sewardi 9Kidston, 1923)
- S. stipulata (Gutbier, 1835)
- S. striatula (Stur, 1875)
- S. tenuis (Schenk, 1883)
- S. trifoliata (Artis, 1825)